# Control de la perspectiva

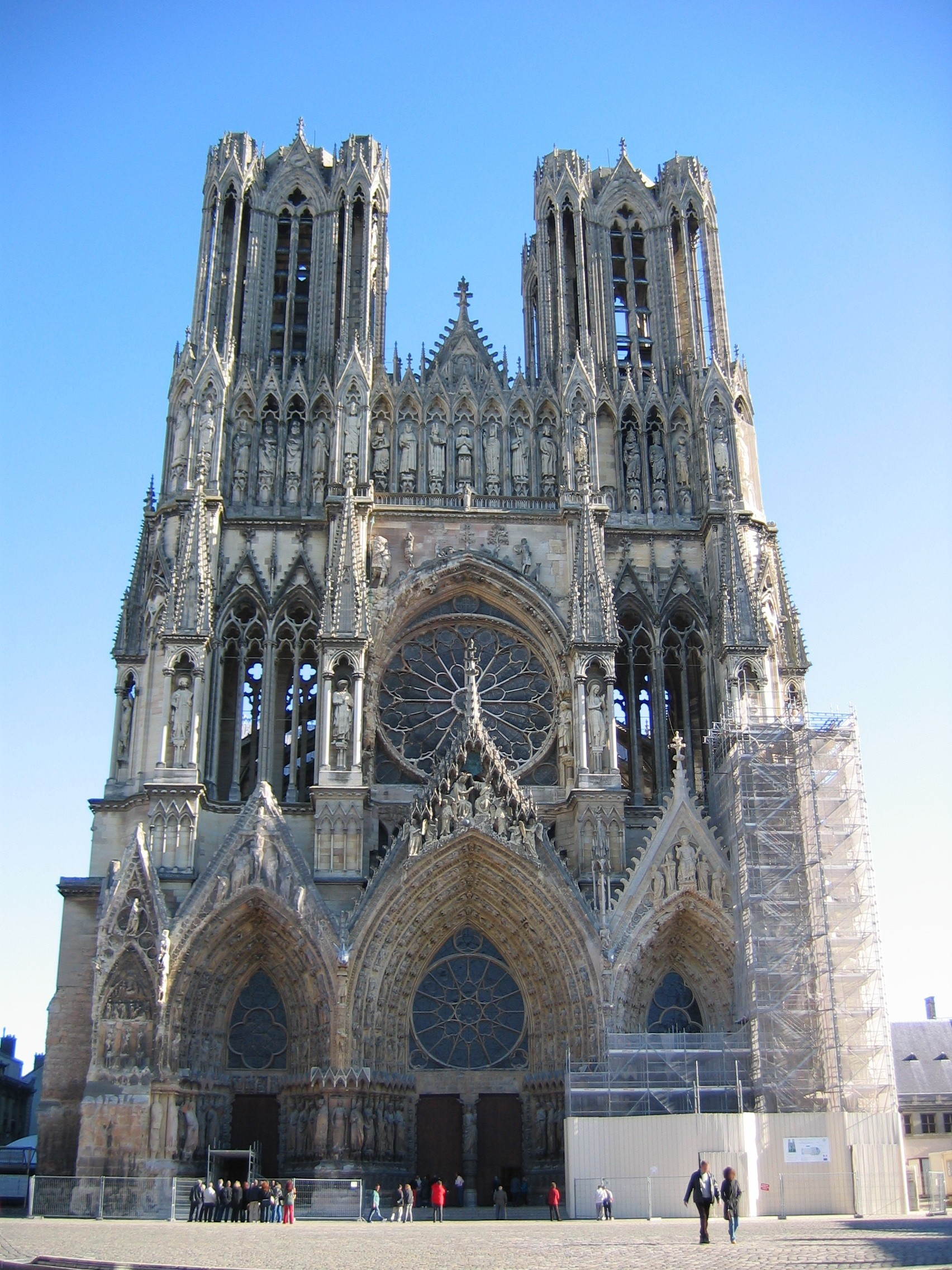
Imagen de Notre Dame de Reims mostrando la distorsión perspectiva

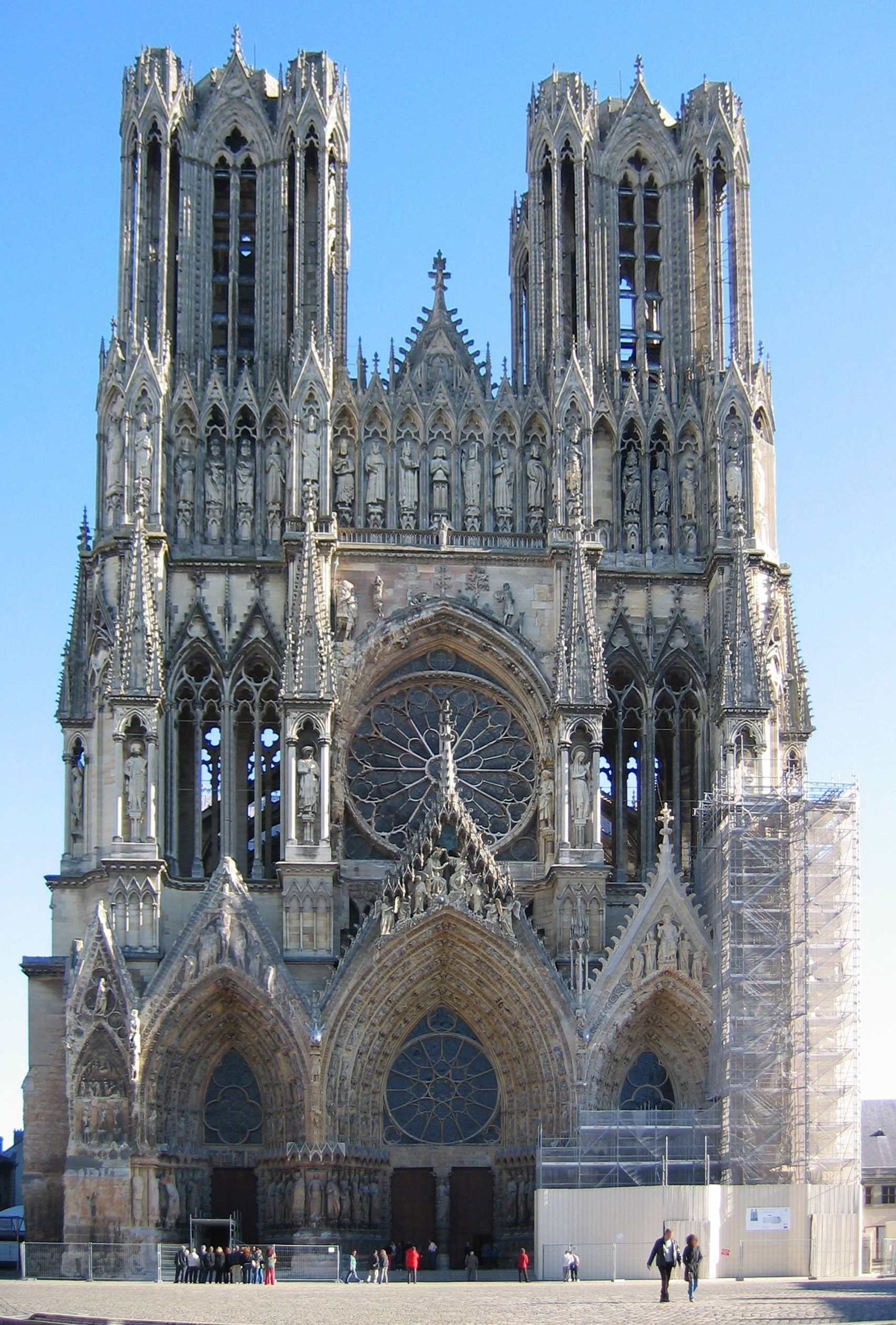
La misma imagen corregida

El control de la perspectiva es un procedimiento para componer o editar fotografías, corrigiendo o modificando la distorsión producida por la perspectiva, especialmente el efecto de convergencia de las líneas verticales en determinadas imágenes. 

## Utilización
Los sistemas de control de perspectiva, están diseñados para:
- Permitir que las líneas que son verticales en la realidad, sean verticales en la imagen. Esto incluye elementos como columnas, aristas verticales de muros o farolas. Este es un criterio comúnmente aceptado en varios tipos de perspectivas utilizadas en los sistemas de representación. La perspectiva se basa en la noción de que los objetos más distantes se representan como más pequeños en la imagen. Sin embargo, aunque la parte superior de la torre de la catedral está en realidad más alejada del espectador que de la base de la torre (debido a la distancia vertical), hay sistemas de perspectiva en los que se considera solo la distancia horizontal y que la parte superior e inferior del modelo están a la misma distancia del observador.

- Conseguir que todas las líneas paralelas (como por ejemplo los cuatro bordes horizontales de una habitación cúbica) se crucen en un punto.

La distorsión de la proyección perspectiva se produce en las fotografías cuando el plano de la película (o del sensor CCD) no es paralelo a las líneas que deben ser paralelas en la fotografía. Un caso común es cuando se toma una fotografía de un edificio alto desde el nivel del suelo, inclinando la cámara hacia atrás: el edificio parece alejarse de la cámara. 
En las dos imágenes que se muestran a la derecha, la primera sufre distorsión de la perspectiva, y en la segunda se ha corregido esta distorsión. 
La popularidad de la fotografía como afición ha hecho que las tomas distorsionadas hechas con cámaras económicas sean tan familiares, que muchas personas no se dan cuenta inmediatamente de la distorsión. Esta "distorsión" es relativa solo respecto a la norma aceptada de la perspectiva propia de algunos sistemas de representación (donde las líneas verticales en la realidad, también lo son en la imagen construida), que en sí misma está distorsionada respecto a una representación en perspectiva verdadera (donde las líneas que son verticales en la realidad, comenzarían a distorsionarse convergiendo por encima y por debajo del horizonte a medida que se alejan del espectador). 

## Control de perspectiva en la exposición

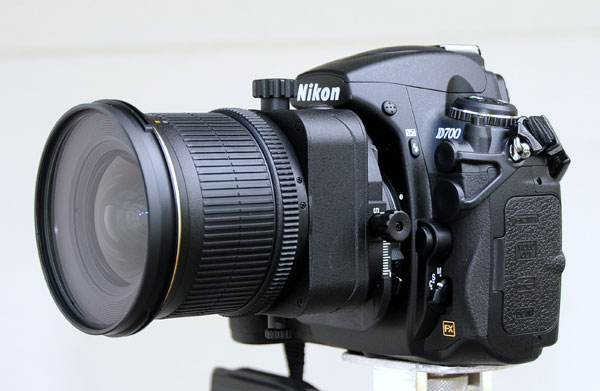
Lente Nikkor de 24 mm PC-E de cambio e inclinación para cámaras réflex digitales y réflex de 35 mm, en una Nikon D700

Las cámaras profesionales, donde el control de la perspectiva es importante, se puede regular la exposición elevando la lente en paralelo a la película. Hay más información sobre esto en el artículo sobre la cámara de fuelle. 
La mayoría de las cámaras de gran formato (4x5 y superiores) disponen de esta función, así como un control de plano de enfoque integrado en el cuerpo de la cámara en forma de fuelle flexible y elementos móviles delanteros (lente) y traseros (porta películas). Por lo tanto, cualquier lente de distancia focal montada en una cámara de fuelle o en una cámara de campo, y muchas cámaras de prensa pueden usarse con control de perspectiva. 
Numerosos objetivos de formato medio intercambiables para cámaras réflex con película de 35 mm o sistemas digitales, poseen sistemas de control de la perspectiva con cambio de dirección, inclinación o desplazamiento de la lente, incluyendo la modificación de la distancia focal. 

## Control de la perspectiva en el cuarto oscuro
Un técnico que positiva fotografías en un cuarto oscuro, puede corregir la distorsión de la perspectiva en el proceso de impresión. Por lo general, esto se consigue al exponer el papel fotográfico con un cierto ángulo con respecto al negativo de la película, con el papel levantado en la parte de la imagen que es más grande, y por lo tanto, no permitiendo que la luz de la ampliadora se propague tanto como en el lado contrario de la exposición. 
El proceso se conoce como impresión de rectificación y se realiza utilizando una impresora rectificadora (impresora transformadora), que implica rotar el negativo y/o el caballete.
La restauración del paralelismo de las líneas verticales (por ejemplo) se realiza fácilmente inclinando un plano, pero si no se elige adecuadamente la longitud focal de la ampliadora, la imagen resultante tendrá distorsión vertical (compresión o estiramiento). Para una correcta corrección de la perspectiva, se debe elegir la distancia focal adecuada (específicamente, el ángulo de visión) para que la ampliación replique la perspectiva de la cámara. 

## Control de perspectiva durante el posprocesamiento digital
Los programas de posprocesamiento digital proporcionan medios para corregir las verticales convergentes y otras distorsiones introducidas en la captura de imágenes. 
Por ejemplo, aplicaciones como Adobe Photoshop y GIMP tienen varias opciones de "transformación", que utilizadas con cuidado, permiten obtener el control deseado sin ninguna degradación significativa en la calidad de la imagen en general. Photoshop CS2 y las versiones posteriores incluyen la corrección de perspectiva como parte de su filtro de corrección de distorsión de lente; DxO Optics Pro de DxO Labs incluye una corrección de perspectiva; mientras que GIMP (a partir del 2.6) no incluye una herramienta especializada para corregir la perspectiva, aunque hay un complemento disponible. RawTherapee, un convertidor en bruto gratuito y de código abierto, también incluye herramientas de corrección de perspectiva horizontal y vertical. Téngase en cuenta que como las matemáticas de las transformaciones proyectivas dependen del ángulo de visión, las herramientas de perspectiva requieren que se facilite un ángulo de visión o una distancia focal equivalente de 35 mm, aunque esto puede determinarse a menudo a partir de metadatos Exif.
Para corregir la perspectiva modificando la inclinación de las líneas verticales de una imagen (es decir, las verticales convergentes), es posible utilizar una herramienta general de transformación proyectiva que permite "ensanchar" linealmente una parte de la fotografía esta es la "Transformación de distorsión" en Photoshop y la "herramienta de perspectiva" en GIMP. Sin embargo, esto introduce distorsión vertical, y los objetos aparecen comprimidos verticalmente y extendidos horizontalmente, a menos que la dimensión vertical también se estire. Este efecto es menor para ángulos pequeños y se puede corregir manualmente, estirando manualmente la dimensión vertical hasta que las proporciones se vean bien, pero se realiza automáticamente mediante herramientas especializadas de transformación de perspectiva. 
Una herramienta alternativa, que se encuentra en Photoshop (CS y versiones posteriores) es el "recorte en perspectiva", que permite al usuario realizar el control de la perspectiva con la herramienta de recorte, estableciendo cada lado del recorte en ángulos determinados independientemente, lo que puede ser más intuitivo y directo.
Otro tipo de software con modelos matemáticos sobre cómo las lentes y los diferentes tipos de distorsiones ópticas afectan a la imagen puede corregir distorsiones calculando las diferentes características de una lente y volver a proyectar la imagen de varias maneras (incluidas las proyecciones no rectilíneas). Un ejemplo de este tipo de software es la suite de creación de panoramas Hugin.
Sin embargo, estas técnicas no permiten recuperar la resolución espacial perdida en las áreas más distantes del objeto fotografiado, o la recuperación de la profundidad de campo perdida debido al ángulo de la película/plano del sensor, con respecto al modelo. Estas transformaciones implican la interpolación, como en el escalado de la imagen, lo que degrada la calidad de la toma, en particular difuminando los detalles más delicados. La importancia de esta circunstancia depende de la resolución de la imagen original, del grado de manipulación, del tamaño de impresión/visualización y de la distancia de visualización. La corrección de la perspectiva debe sopesarse frente a la necesidad de preservar los detalles más finos de la imagen original. 

## Control de perspectiva en entornos virtuales
Las imágenes arquitectónicas se suelen "renderizar" a partir de modelos de ordenador en 3D, para su uso en exposiciones gráficas. Los programas que manejan estos modelos disponen de cámaras virtuales para crear las imágenes, que normalmente incluyen modificadores capaces de corregir (o distorsionar) la perspectiva al gusto del artista (véase proyección en 3D para más detalles). 